# Институт искусств Стерлинга и Франсин Кларк

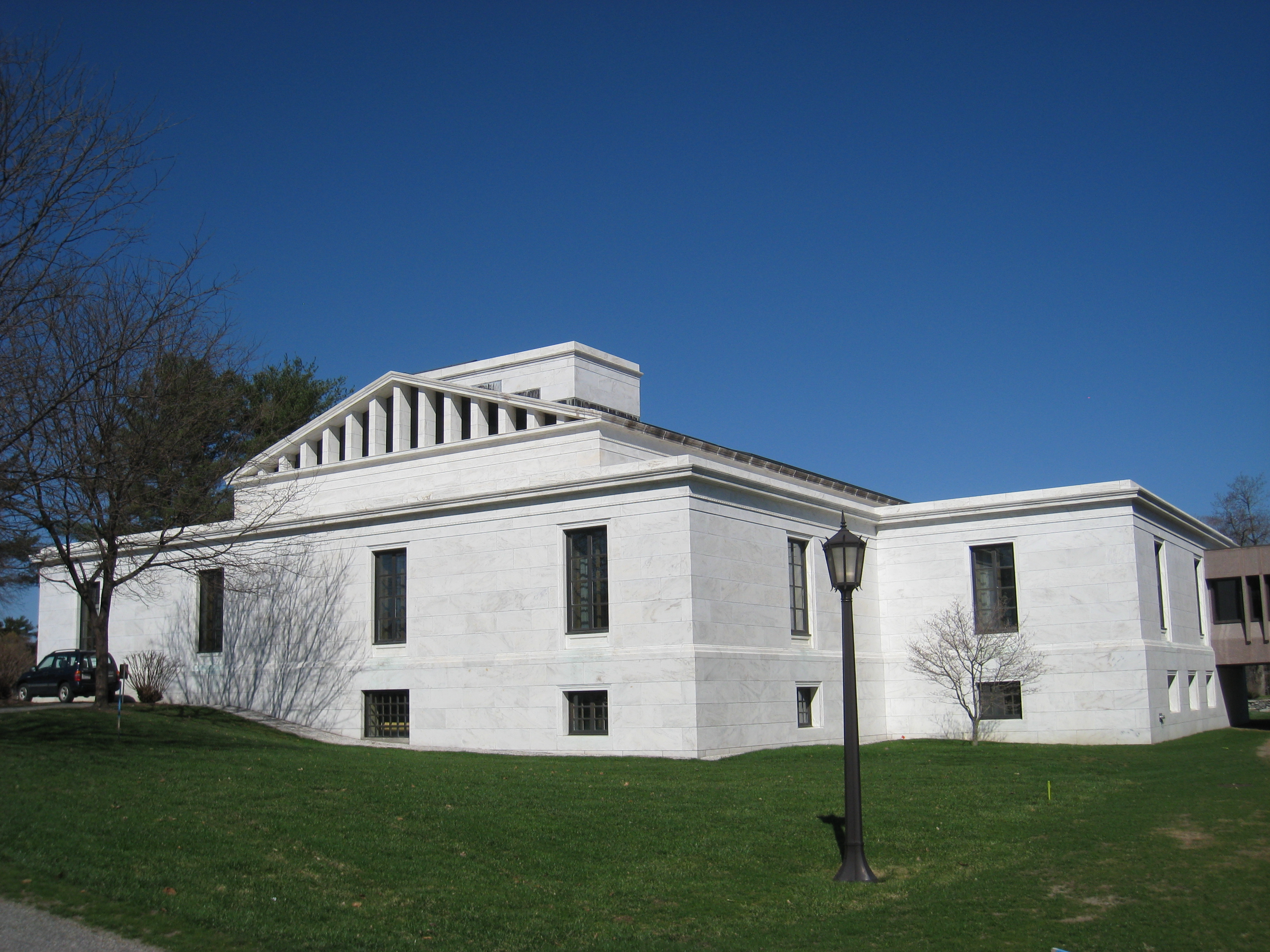
Здание картинной галереи (арх. Д. Д. Перри, 1955)

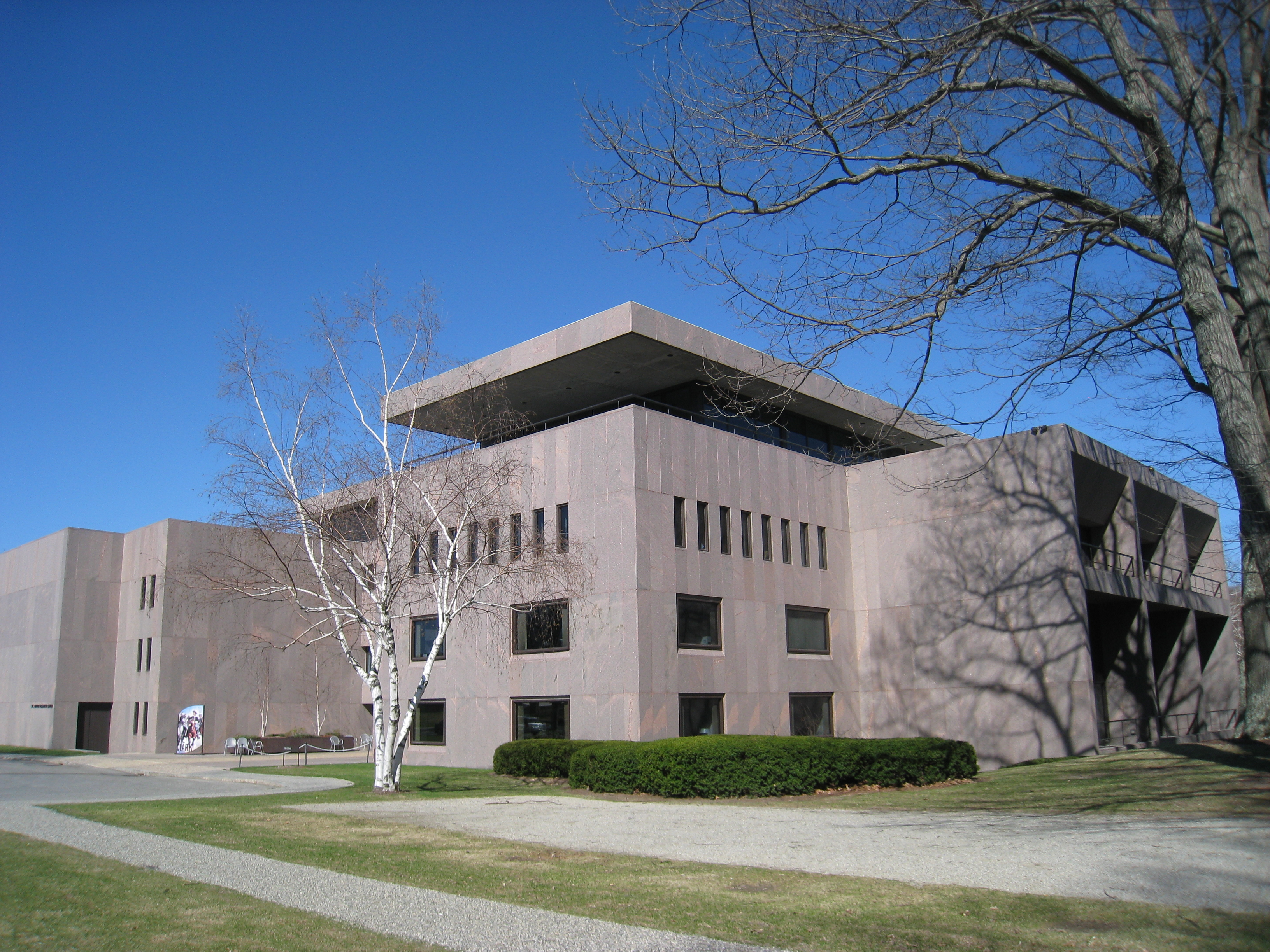
Исследовательский корпус (арх. П. Беллуски, 1973)

Институт искусств Стерлинга и Франсин Кларк (Sterling & Francine Clark Art Institute, в просторечии The Clark) — исследовательский институт и художественный музей в городке Уильямстаун штата Массачусетс.
В музее представлена солидная коллекция живописи XIV—XIX веков, собранная американским промышленником Робертом Стерлингом Кларком (1877—1956) и его женой — француженкой Франсин Кларк. Стерлинг унаследовал своё состояние от деда Эдварда Кларка, основателя компании «Зингер». Супругам принадлежали более 30 картин Ренуара, а также произведения делла Франчески, Гирландайо, Перуджино, Боттичелли, Мемлинга и многих других мастеров старого и нового времени.
Три брата Кларка поначалу планировали объединить свои коллекции под крышей нью-йоркской усадьбы Куперстаун, которая принадлежала младшему из братьев, Стивену Карлтону. Размолвка между братьями привела к тому, что Стивен Карлтон распределил «Ночное кафе», «Игроки в карты» и другие шедевры своей коллекции между нью-йоркским музеем Метрополитен и Йельским университетом. Стерлинг и его супруга, будучи обеспокоены угрозой третьей мировой войны и нападения коммунистов на Нью-Йорк, предпочли подыскать своей коллекции более спокойное место.
В 1950 году они достигли договорённости с провинциальным колледжем Уильямса в Уильямстауне и кураторами его художественного музея о строительстве в городе постоянного места размещения своей коллекции. В том же году новый музей распахнул свои двери. Сотрудники колледжа Уильямса обязались читать в музее публичные лекции на темы, связанные с искусством. В июне 2008 года к музею был пристроен новый корпус площадью 3000 м² (автор проекта Тадао Андо).